# John Baldessari
Pour les articles homonymes, voir Baldessari.
John Anthony Baldessari, né le 17 juin 1931 à National City (Californie) et mort le 2 janvier 2020 à Venice (Los Angeles, Californie), est un artiste conceptuel américain, représentant du courant post-moderniste qui recourt notamment à la photographie.

## Biographie
John Baldessari grandit à National City, ville frontalière entre les États-Unis et le Mexique. Il fréquente le San Diego State College, d'où il décroche une maîtrise en peinture. Il intègre également l'université de Californie à Berkeley, le Chouinard Art Institute et l'université de Californie à Los Angeles. En 1956, il enseigne au San Diego State College.
De 1959 à 1968, John Baldessari réalise deux sortes d'œuvres : des peintures narratives, des toiles sur lesquelles des lettres sont peintes, et des Fichues Allégories, des photographies légendées en référence à l'histoire de l'art.
Pour le Cremation Project, en 1970, il brûle toute œuvre d'art antérieure à 1966 qu'il possède.
De 1969 à 1977, il réalise des films et des vidéos expérimentales. Dans les années 1970, il participe au NSCAD Lithography Workshop, où il crée notamment I Will Not Make Any More Boring Art, demandant aux étudiants du NSCAD de copier cette ligne sur les murs de la galerie Anna Leonowens encore et encore, l'exemple manuscrit envoyé par Baldessari étant finalement transformé en gravure.
À partir de 1980, il se consacre à la réalisation de tableaux constitués de photographies, d'images cinématographiques qu'il collectionne, recadre, colorise.
Depuis 2000, il ajoute des peintures à ses photo-collages. 
Ses œuvres sont reprises dans plusieurs créations du designer Hedi Slimane.
Si l'image existe, il n'est pas nécessaire de la reproduire. C'est un poète visuel. Sa sensibilité le rapproche plus de la littérature que de l'histoire de l'art. Son approche d'apporter un sens supplémentaire à des expressions littéraires.
Il souhaite créer un choc par l'assemblage de ces images. Ce contraste devrait être source de magie. Il s'intéresse à des images qui représentent des moments difficiles ou expriment la fragilité des êtres.
John Baldessari a reçu de nombreuses récompenses : en 2008, le Biennial Award for Contemporary Art, Bonnefantenmuseum, (Maastricht, Pays-Bas); American Academy of Arts and Letters en 2007 ; Archives of American Art Medal, (Washington, D.C.) ; le Rolex Mentor et Protégé Arts Initiative en 2006-2007 ; le Lifetime Achievement Award, Americans for the Arts, New York en 2005; et de l'American Academy of Arts and Sciences en 2004. Il a reçu le Lion d'or pour l'ensemble de son œuvre lors de la 53e Biennale de Venise, en septembre 2009. En avril 2006, il fut élevé au rang de Doctor of Fine Arts, honoris causa, National University, Irlande.
Il meurt le 2 janvier 2020 à l'âge de 88 ans.

## Techniques
John Baldessari n'utilise qu'une partie de ces photographies collectées.
Il réalise un négatif et l'épreuve est disposée dans un cadre.
Il collectionne plusieurs types d'images :
- images de la télévision. Ces images portent un titre et constituent ainsi une banque de données.
- images du cinéma choisies car la plupart des gens aiment ces clichés.
- images officielles. Elles seront réutilisées en apposant des pastilles de couleur sur les visages.

Il explore les différents formats photographiques en les détournant de leur usage formel. Par exemple, le panoramique est utilisé pour des photographies à l'horizontale. John Baldessari utilise le panoramique pour des images prises à la verticale.

## Œuvres
- Série Carte de la Californie
- Série ville de National City
- série = personnalités officielles
- Série Composition for Violin and Voices (Male), 1987 - Musée d'art contemporain de Lyon
- Film Script

## Expositions
- Le Consortium, Dijon, exposition collective « De quelques lignes », 1978[7]
- Le Consortium, Dijon, exposition avec On Kawara, 1985[8]
- Biennale de Paris, 1985
- Documenta, 1972, 1982
- Biennale de Venise, 2009 où il reçoit un Lion d'or pour l'ensemble de son œuvre.
- Musée d'Art contemporain (MACBA), Barcelone, 2010

### Filmographie
- Jean-Pierre Krief, Contacts (France, 2002, 29 min), Arte.